# AC Allianssi
Der AC Allianssi war ein von 2002 bis 2006 existierender finnischer Fußballverein aus Vantaa.

## Geschichte
1980 wurde der Verein FC Norssi gegründet und 1995 nach einer Fusion mit Johanneksen Dynamo in Atlantis FC mit Sitz in Helsinki umbenannt. In der Saison 1997 stieg die Mannschaft in die zweithöchste Spielklasse Finnlands, der Ykkönen auf. Drei Jahre später folgte der Aufstieg in die höchste Spielklasse, der Veikkausliiga. 2001 gewann Atlantis FC den finnischen Pokal durch einen 1:0-Endspielsieg gegen Tampere United. Atlantis FC ging nach dieser Saison pleite und stieg automatisch in die dritte finnische Liga ab. Den Veikkausliiga-Startplatz übernahm der nun neugegründete AC Allianssi.
AC Allianssi erreichte 2003 das Pokalendspiel, welches gegen HJK Helsinki mit 1:2 nach Verlängerung verloren wurde. Den finnischen Ligapokal konnte der AC Allianssi zweimal, 2004 und 2005 gewinnen. Die beste Platzierung in der Liga erreichte Allianssi 2004 mit Rang zwei.
International erreichte der Verein im UEFA Intertoto Cup 2003 die dritte Runde, wo er gegen den AC Perugia ausschied. Auch in der Qualifikation zum UEFA-Pokal scheiterte die Mannschaft zweimal.
Im Sommer 2005 übernahm der chinesische Geschäftsmann Ye Zheyun den Verein. Im selben Jahr wurde gegen den AC Allianssi wegen des Verdachts ermittelt, das mit 0:8 verlorene Ligaspiel beim FC Haka manipuliert zu haben. Das Verfahren wurde wegen nicht ausreichenden Beweisen eingestellt. Im Jahr darauf bestätigte der Manager des Vereins, der Belgier Olivier Suray, die Manipulation.
Am 11. April 2006 erklärte der AC Allianssi den Bankrott und wurde daraufhin aus der Veikkausliiga ausgeschlossen. Noch im selben Jahr wurde in Vantaa mit Allianssi Vantaa ein neuer Fußballklub gegründet, der jedoch nicht als offizieller Nachfolgerverein von AC Allianssi gilt.

## Europapokalbilanz
| Saison  | Wettbewerb         | Runde                  | Gegner               | Gesamt | Hin     | Rück    |
| ------- | ------------------ | ---------------------- | -------------------- | ------ | ------- | ------- |
| 2003    | UEFA Intertoto Cup | 1. Runde               | Hibernians Paola     | 2:1    | 1:0 (H) | 1:1 (A) |
| 2003    | UEFA Intertoto Cup | 2. Runde               | Akratitos Ano Liosia | 1:0    | 1:0 (A) | 0:0 (H) |
| 2003    | UEFA Intertoto Cup | 3. Runde               | AC Perugia           | 0:4    | 0:2 (A) | 0:2 (H) |
| 2004/05 | UEFA-Pokal         | 1. Qualifikationsrunde | Glentoran FC         | 3:4    | 2:2 (A) | 1:2 (H) |
| 2005/06 | UEFA-Pokal         | 1. Qualifikationsrunde | CS Pétange           | 4:1    | 3:0 (H) | 1:1 (A) |
| 2005/06 | UEFA-Pokal         | 2. Qualifikationsrunde | Brann Bergen         | 0:2    | 0:0 (A) | 0:2 (H) |

Gesamtbilanz: 12 Spiele, 3 Siege, 5 Unentschieden, 4 Niederlagen, 10:12 Tore (Tordifferenz −2)

## Saisonübersicht
Saisonübersicht:
| Saison | Liga | Liganame      | Platz                        | Bemerkung | Pokal    | Ligapokal |
| ------ | ---- | ------------- | ---------------------------- | --------- | -------- | --------- |
| 2002   | 1.   | Veikkausliiga | 04./12 04./08 (Meisterrunde) |           |          | -         |
| 2003   | 1.   | Veikkausliiga | 06./14                       |           | 2. Platz | -         |
| 2004   | 1.   | Veikkausliiga | 02./14                       |           |          | Sieger    |
| 2005   | 1.   | Veikkausliiga | 07./14                       |           |          | Sieger    |
| 2006   | 1.   | Veikkausliiga | 0-                           | Rückzug   |          |           |

## Erfolge
- Finnischer Vizemeister: 2004
- Finnischer Vizepokalsieger: 2003
- Finnischer Ligapokalsieger: 2004, 2005